# Monmouthshire
Monmouthshire (Welsh: Sir Fynwy) is een unitaire autoriteit in het zuidoosten van Wales en is gelegen in het ceremoniële graafschap Gwent. Het bestuurlijke centrum ligt in Cwmbran, in de aangrenzende county borough Torfaen, waardoor het het enige hoogste bestuurlijke gebied van Wales is dat niet vanaf zijn eigen grondgebied wordt bestuurd. Monmouthshire heeft 94.000 inwoners.

## Historische graafschap
Monmouthshire is ook een historisch graafschap, ook al komen de grenzen van dat graafschap niet overeen met het huidige Monmouthshire, dat uit de oostelijke zestig procent van het historische Monmouthshire bestaat. De grenzen van het historische Monmouthshire komen voor een groot deel overeen met die van het behouden graafschap Gwent, alleen de westelijke grens loopt anders.

## Plaatsen
- Abergavenny
- Caldicot
- Catbrook
- Chepstow
- Monmouth
- Tintern
- Usk

## Spoorwegen
- Station Abergavenny
- Station Severn Tunnel Junction
- Station Caldicot
- Station Chepstow

## Rivier
- Wye (rivier)

Graafschappen: Anglesey · Carmarthenshire · Ceredigion · Denbighshire · Flintshire · Gwynedd · Monmouthshire · Pembrokeshire · Powys
County boroughs: Blaenau Gwent · Bridgend · Caerphilly · Conwy · Merthyr Tydfil · Neath Port Talbot · Rhondda Cynon Taf · Torfaen · Vale of Glamorgan · Wrexham
Steden: Cardiff · Newport · Swansea
Zie ook: behouden graafschappen (preserved counties) en de historische graafschappen